# Хамбарлийски надпис
Хамбарлийският надпис е прабългарски надпис, изписан на гръцки език от 813 г. Открит е край село Хамбарлии (днес Маломирово), община Елхово, област Ямбол. Отбелязва победата на кан Крум над Византия и спечелената от българите Версиникийска битка.

## Откриване
Открит е от Карел Шкорпил при селската чешма на село Хамбарлии (наречена Попова чешма), като там е бил поставен някъде между 1865 и 1870 г. Записани са две сведения от местни хора за предходното местонахождение на надписа. Според първото сведение, това е било място на изток от селото върху малка издигнатина „Клисе бунар” (Църковен кладенец), близо до една висока могила, където са намирани руини от старо селище. Според второто, надписът е бил донесен от Пашакьойското кале.
Надписът се съхранява във Варненския археологически музей, където е пренесен от К. Шкорпил.

## Текст
Надписът е на гръцки език, разделен е на две части, върху лявата и дясната част на антична четвъртита колона (ара). Според проф. Бешевлиев е издялан много небрежно, при това върху неогладена грапава повърхност, забелязват се и доста каменоделски грешки.

### Оригинален текст
Лявата част страна на надписа гласи: 
| „ | [ο Κρουμος ο] [ά]- ρχον ??ΒΗΝΝΟ. ε- ξήλθεν ης (Κονσταν)ηνόπο- (λη)ν (με τον λαόν) αυτού. [κ]ε ο αδελφός αυ- [τ]ού ουκ εληθάρ- [γ]ησεν αυτόν κε εξήλ- [θ]εν κε έδοκε[ν] αυτόν ο θεό- ς κε τόπ[ου]ς κ[ε] κάσστρα ερ- ήμοσεν [τ]άδε <?Ε> την Σερδη- κήν, την<ν> Δεβελ- τόν, την Κονστα- ντήαν, την (Βερσ)ηνι- κίαν, Αδρηαν[ού]- πολην. Το?ύτα (ερυμνά) τα κάστρα [έ]λαβε- ν. τα δε λυπά κ[άσ]- τρα έδοκεν ο θε[ό]ς φόβον κε ά[φ]ηκ- [α]ν κε έφυγαν κ- ε ο κά[τ]ου τόπος (ουκ) λ- ηθάργησεν τον τό- πον τούτον, <τ> όπου ε[ξ]ή- λθε(ν με) τον όλον λαόν κε έκ(α)ψ(εν τα) χορήα ημόν<ν> α[υ]- τό(ς) ο γέρον ο βασηλεύ[ς] ο φαρακλός [κ]ε επήρεν όλα κε τους όρκους ε- λησμόνησεν κε εξ- [ή]λθεν επή (αυτόν) ο άρχον <ο ά> ο Κρο[υ]μος προς [τ]ο πολ(εμήσε) [κε τον βασ]ηλέ[α] ε[νίκησεν? εφόνευσεν?] ΟΝ?Ε .. κε απήλθεν ήνα ...... [κ]ε ερήμ(ο)σα την | “ |

### Превод според Бешевлиев
Лявата страна на надписа, която проф. Бешевлиев определя като начало на надписа, се превежда от него така:
| „ | [Крум архонтът сюбиги излезе с войската си срещу Адрианопол] и брат му (т.е. Крум) даде да опустоши следните места и крепости: Сердика, Дебелт, Констанция, Версиникия, Адрианопол. Тези мощни крепости той превзе. А останалите крепости Бог даде (т.е. вдъхна) страх и те (т.е. гърците) ги напуснаха и избягаха в долната земя (т.е. дн. Турска Тракия). Той не забрави тази земя, откъдето беше излязъл с цялата си войска и беше изгорил нашите земи сам старикът император, плешивият, и завзел беше всичко и беше забравил клетвите, и излезе срещу него архонтът Крум, за да воюва.......и отиде, за да.......опустоших...... | “ |

За дясната страна на четистранната колона проф. Бешевлиев предлага следния превод:
| „ | . . . . . . направих моя брат, а стратегът Лъв да бъде негов подчинен. От Бероя до . . . Дултроини е пръв ичиргу боилът Тук за дясната страна, а стратезите Вардан и Яни (= Йоан) негови подчинени. За лявата страна на моята войска: за Анхиало, Дебелт, Созопол, Ранули, е главатар боилът капхан Иратаис, а Кордил и Григора нему подчинени стратези. | “ |

Проф. Питър Голдън потвърждава избрания от проф. Бешевлиев превод като "войска" за думата "саракт", на старогръцки: σαρακτου (род. п.) или σαρακτος/ν (им. п.), поради което не споделя предложения от Омелян Прицак превод като "държава". Голдън, Бешевлиев и Прицак са на едно мнение за нейния негръцки, огурски произход, вероятно от езика на прабългарите.